# Puerta de Cleopatra
La Puerta de Cleopatra es un monumento localizado en Tarso, una ciudad de Turquía. Esta puerta lleva el nombre de la reina ptolemaica Cleopatra VII.
Como dato curioso, la reina egipcia conoció a su futuro amante Marco Antonio en esta misma ciudad.

## Historia
Tarso fue una ciudad con gran potencial estratégico, tanto en la Antigüedad como en la Edad Media era en un punto estratégico de gran importancia. Gracias a esto, Marco Antonio y Cleopatra se aliaron en esta ciudad para invadir toda la provincia romana de Cilicia, ya que en esa época la guerra civil romana solo había más que empezado, por lo que los ejércitos de Octavio y Marco Antonio estaban asediando ciudades de gran importancia para ganar la guerra.
Tarso estaba rodeado de pies a cabeza por grandes murallas de piedra, también se construyeron algunas puertas, como la de Cleopatra, que es la única que sigue en pie actualmente. Según algunas crónicas del viajero turco Evliya Çelebi, las cuales fueron escritas durante el siglo XVII, decían de que había tres puertas de gran importancia, una era la de las montañas Toros en el norte, otra se encontraba en el puerto de la ciudad, mientras que la última era la puerta de Adana, cerca de la ciudad vecina.
Tras la guerra egipcio-otomana, Ibrahim Pasha de Egipto destruyó las murallas de Tarso en el año 1835, dejando la ciudad totalmente destruida. Como ya dije antes, tan solo la puerta portuaria sobrevivió a la catástrofe, aunque esta se encuentra más lejos del centro de la ciudad que anteriormente, esto se debe a los depósitos aluviales de los ríos Berdan y Seyhan.
Se dice de que Cleopatra entró por la puerta del puerto, junto con los gritos de la multitud entusiasmada. A pesar de los numerosos escritos que hablan de la historia antigua del edificio, no se sabe mucho sobre la historia posterior del monumento, se dice que tras su deterioro fue reformado por el Imperio Bizantino o los abadíes.

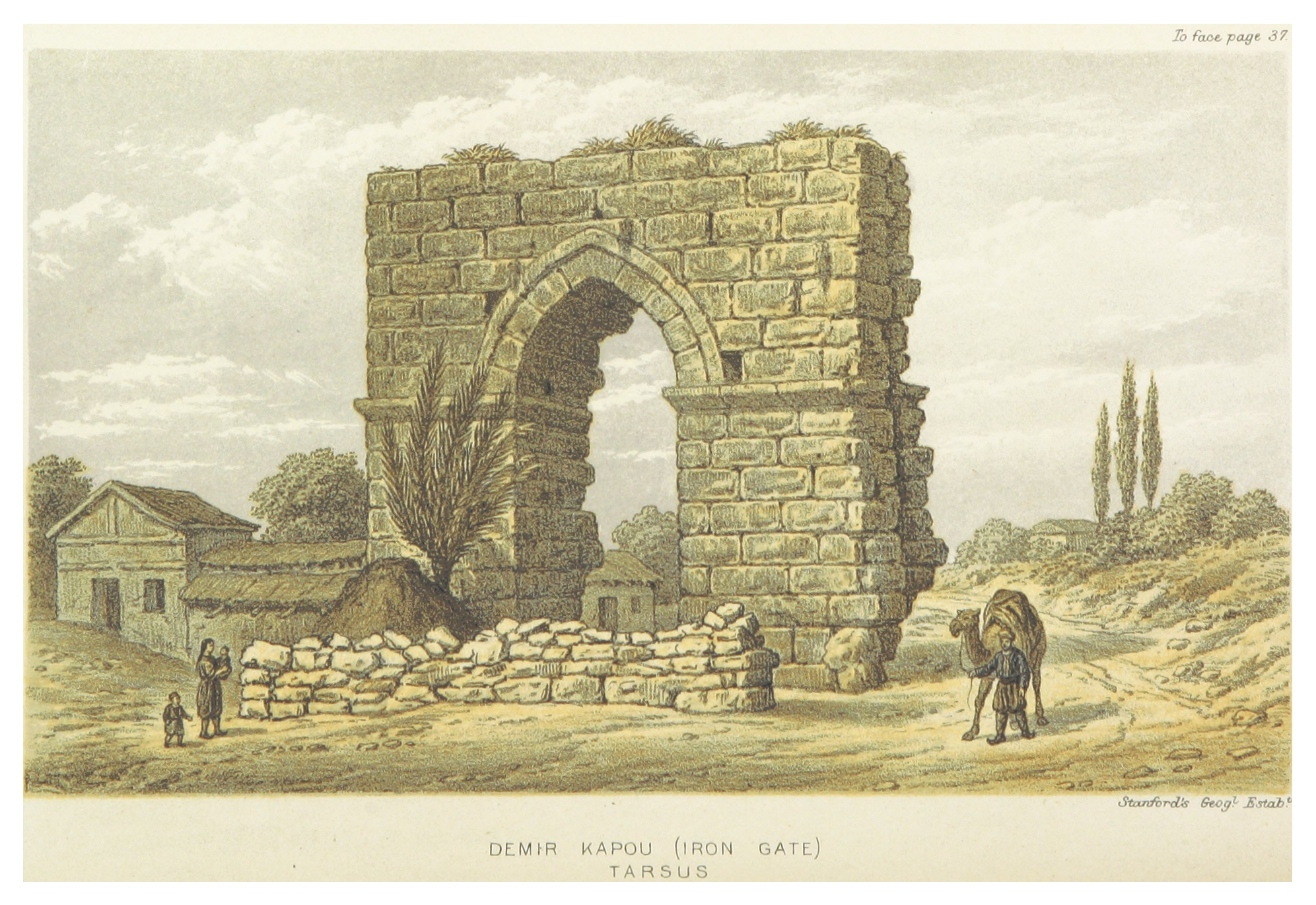
Puerta de Cleopatra en un grabado, este tiene la inscripción de Demir Kapi (Puerta de Hierro).

## Descripción
La altura exterior de la puerta es de 8,53 metros (28,0 pies) y la altura interior es de 6,17 metros (20,2 pies). La longitud del pasaje es de 6,48 metros (21,3 pies)  El mortero utilizado en la puerta original era mortero khorosan. El portón se utilizó en la calle hasta hace 30 años, cuando fue sometido a una restauración, lo que provocó la pérdida parcial de su aspecto original.